# متسوطة جبهية
المُتَسَوِّطَة الجَبْهِيَّة (الاسم العلمي:Callimastix frontalis) هي نوع من الفطريات تتبع جنس المتسوطة من فصيلة المتسوطات.